# Patrick Madrid

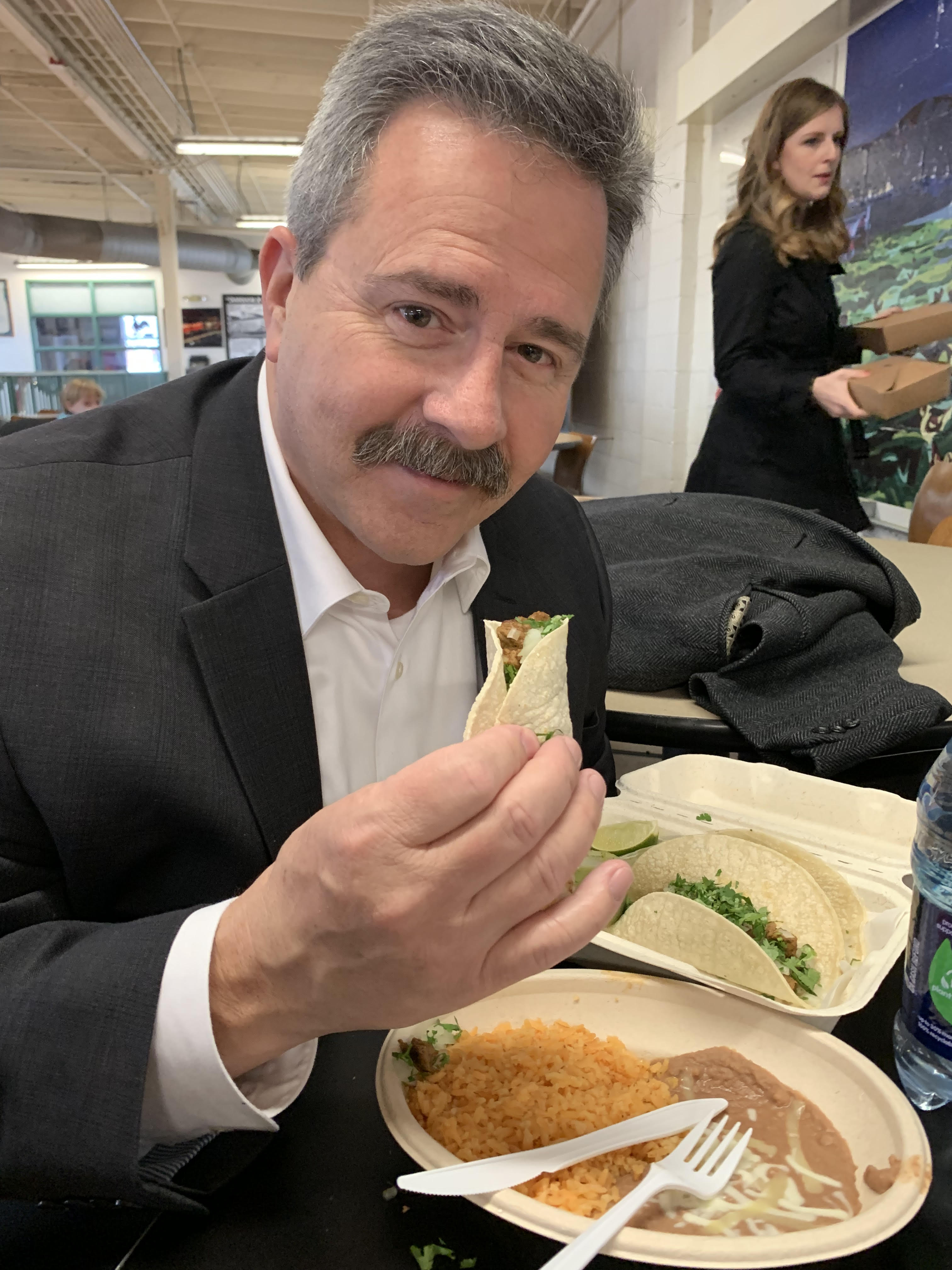

Patrick Madrid es un apologeta católico estadounidense nacido en 1960.

## Vida
Nacido en un hogar católico, Madrid ha estado comprometido con la apología católica desde 1987. Junto con Scott Hahn, Jimmy Akin, Steve Ray, Mike Aquilina y Robert Barron —entre otros—, Madrid pertenece a la generación contemporánea de apologistas católicos estadounidenses. Desde 1988 hasta 1996, Madrid fue vicepresidente de Catholic Answers.
Patrick obtuvo una licenciatura en ciencias en la Universidad de Phoenix, así como en filosofía y una maestría en teología dogmática en la Universidad Pontificia Josephinum en Columbus, Ohio.
Ha sido profesor adjunto de Teología en la Universidad Franciscana de Steubenville, y es investigador del Centro San Pablo de Estudios Bíblicos. También es profesor adjunto de teología en el programa de teología de postgrado en el Colegio y Seminario de los Santos Apóstoles.
En el año 2000 la cadena EWTN emitió una serie de 16 capítulos titulada Pope Fiction presentada por Madrid en la que refutaba alguna de las malas interpretaciones que en general se tienen del Papado.
Como parte de su ministerio apologético, Madrid recorre Estados Unidos para participar en numerosos debates con distintos representantes de diferentes denominaciones cristianas.
El cardenal Edward Egan elogió el trabajo de Madrid en la apologética católica con la siguiente frase: «¿Cómo hacer para que sus amigos o familiares vuelvan a la Iglesia? Primero recen. Luego sigan el consejo de Patrick Madrid en (su libro) Search and Rescue.»
Madrid y su esposa Nancy llevan treinta años casados y son padres de once hijos y abuelos de ocho nietos.

## Obra literaria
Es autor de una veintena de libros:
- Surprised by Truth (1994)[6]
- Any Friend of God’s Is a Friend of Mine (1996)
- Pope Fiction (1999)
- Surprised by Truth 2 (2000)
- Where Is That in the Bible? (2001)
- Search and Rescue (2001)
- Surprised by Truth 3 (2002)
- Why Is That in Tradition? (2002)
- Answer Me This (2003)
- More Catholic Than the Pope (2004)
- A Pocket Guide to Apologetics (2006)
- Does the Bible Really Say That? (2006)
- A Pocket Guide to Purgatory (2007)
- 150 Bible Verses Every Catholic Should Know (2008)
- The Godless Delusion (2010)
- Envoy for Christ: 25 Years as a Catholic Apologist (2012)
- On a Mission: Lessons from Saint Francis de Sales (2013)
- Scripture and Tradition in the Church (2014)
- Why Be Catholic? 10 Answers to a Very Important Question (2014)